# 牛尾幸清
牛尾 幸清（うしお よしきよ）は、戦国時代の武将。尼子氏の家臣。尼子十旗の一角である出雲国牛尾城主。
幸清は諏訪神社神主家 諏訪氏の傍流・中澤氏の末裔。元は湯原氏の出身で湯原次郎左衛門尉幸清と称した。

## 生涯

### 経久時代
尼子経久の時代から家老として家中でも重きを成した。佐世清宗・川副久盛等の奉行衆と並び、尼子氏発給文書への連署も多い。出雲内では、大原郡牛尾荘を支配していた。
永正8年（1511年）、大内義興の上洛の際、経久と共に大内軍に参加して上洛し、三好氏と戦った（船岡山合戦）。尼子氏の主な合戦はほとんど参陣したという。

### 晴久時代
天文9年（1540年）、尼子晴久に従って、毛利元就が立て籠もる安芸国吉田郡山城攻めにも参加した。30000の軍勢を率いて戦うも長期戦にもつれ込んだ上に元就の前に大敗を喫した。この合戦を契機に大内側へと寝返る者も多かったが、幸清や他重臣は尼子方として残り、大内義隆による月山富田城攻めで奮闘した。

### 義久時代
永禄5年（1562年）、毛利氏による白鹿城攻めで、援軍として戦ったものの落城した。永禄8年（1565年）、第二次月山富田城の戦いでは、尼子義久に従って籠城したが、毛利軍による兵糧攻めのため糧補給を断たれ、城内の者は飢えに苦しんだ。その末、幸清は、嫡男・久信と共に毛利元就に降伏した。降伏後は安芸国高宮郡深川に移り住み、院内城主となった。

## その他
元来幸清の名乗り姓は湯原であり、牛尾氏出身ではない。これは天文8年（1539年）に播磨国に出兵した尼子軍が法光寺（兵庫県三木市吉川町）に与えた禁制に署名する「湯原次郎左衛門尉」の花押と、後の牛尾幸清の花押とが同一形状であることによって証明されている。牛尾氏は経久時代には河津氏が治めていたが、天文10年（1541年）の第一次月山富田城の戦いで河津氏は大内側に寝返ったとして討伐され滅亡した。後に有力家臣であった幸清が牛尾惣領となったのである。